# Wole Soyinka Prize for Literature in Africa
Wole Soyinka Prize for Literature in Africa ("Wole Soyinka-priset för litteratur i Afrika") är ett panafrikanskt pris för böcker i alla genrer, instiftat av Lumina Foundation 2005 för att hedra Afrikas förste Nobelpristagare i litteratur, Wole Soyinka. Priset, som är på 20 000 dollar, delas ut vartannat år till en bok skriven på franska eller engelska, som inte får ha vunnit något annat pris.

## Vinnare
| År   | Författare             | Originaltitel                           | Svensk titel                     | Språk    | Land        |
| ---- | ---------------------- | --------------------------------------- | -------------------------------- | -------- | ----------- |
| 2006 | Sefi Atta              | Everything Good Will Come               | Allt gott ska komma dig till del | Engelska | Nigeria     |
| 2008 | Nnedi Okorafor         | Zahrah the Windseeker                   |                                  | Engelska | Nigeria USA |
| 2010 | Kopano Matlwa          | Coconut                                 | Coconut                          | Engelska | Sydafrika   |
| 2010 | Wale Okediran          | Tenants of the House                    |                                  | Engelska | Nigeria     |
| 2010 | Adaobi Tricia Nwaubani | I Do Not Come To You By Chance          |                                  | Engelska | Nigeria     |
| 2012 | Sisifo Mzobe           | Young Blood                             |                                  | Engelska | Sydafrika   |
| 2014 | Akin Bello             | The Egbon of Lagos                      |                                  | Engelska | Nigeria     |
|      |                        |                                         |                                  |          |             |
| 2018 | Harriet Anena          | A Nation In Labour: A Poetry Collection |                                  | Engelska | Uganda      |
| 2018 | Tanure Ojaide          | Songs of Myself                         |                                  | Engelska | Nigeria     |